# 石棺角
石棺角（英語：Sarcophagus Point），是南極洲的海岬，位於南桑威奇群島的坎德爾默斯群島，處於海蛇灣東南部，在1930年由英國研究隊命名，由英國海外領土管轄。